# Élections municipales de 2020 à Limoges
Pour un article plus général, voir Élections municipales françaises de 2020.

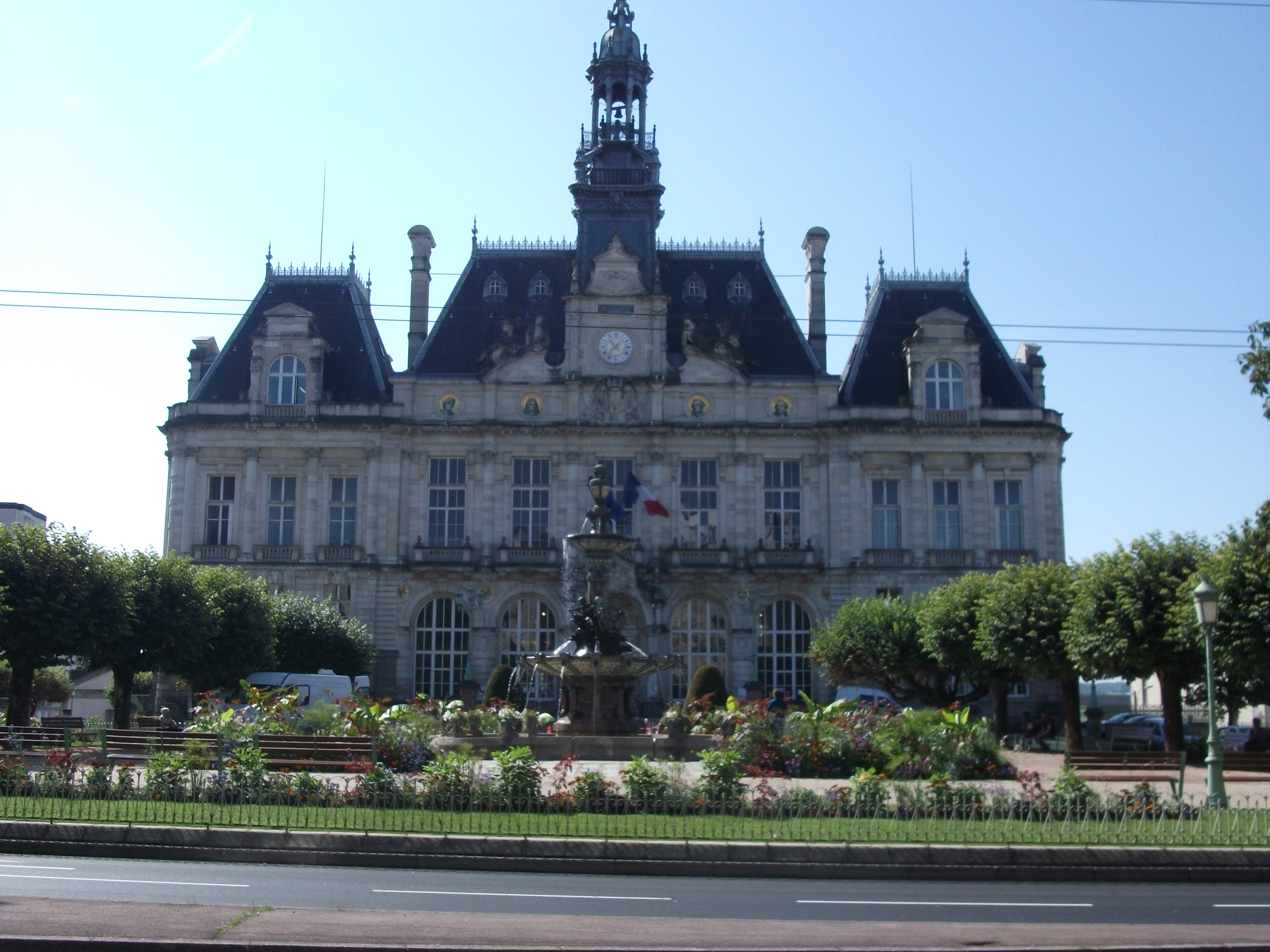
Hôtel de ville de Limoges

Le premier tour des élections municipales françaises de 2020 à Limoges  a eu lieu le 15 mars 2020. Le second tour, initialement prévu le 22 mars 2020, est reporté en raison de la pandémie de maladie à coronavirus. Il s'agit du renouvellement du conseil municipal.
Le maire sortant Émile Roger Lombertie, élu sous l'étiquette UMP en 2014, brigue un deuxième mandat. Il est réélu au second tour, face à une liste de gauche portée par Thierry Miguel.

## Contexte

### Conseil municipal sortant
| Liste                          | N° | Nom                       |  | Parti   |
| ------------------------------ | -- | ------------------------- |  | ------- |
| UMP-UDI-MoDem (40 sièges)      | 01 | Émile Roger Lombertie     |  | UMP     |
| UMP-UDI-MoDem (40 sièges)      | 02 | Nicole Glandus            |  | SE      |
| UMP-UDI-MoDem (40 sièges)      | 03 | Pierre Coinaud            |  | SE      |
| UMP-UDI-MoDem (40 sièges)      | 04 | Isabelle Debourg          |  | SE      |
| UMP-UDI-MoDem (40 sièges)      | 05 | Guillaume Guérin          |  | UMP     |
| UMP-UDI-MoDem (40 sièges)      | 06 | Sarah Gentil              |  | UMP     |
| UMP-UDI-MoDem (40 sièges)      | 07 | Vincent Léonie            |  | PR-UDI  |
| UMP-UDI-MoDem (40 sièges)      | 08 | Catherine Mauguien-Sicard |  | UMP     |
| UMP-UDI-MoDem (40 sièges)      | 09 | Rémy Viroulaud            |  | UMP     |
| UMP-UDI-MoDem (40 sièges)      | 10 | Nadine Rivet              |  | MoDem   |
| UMP-UDI-MoDem (40 sièges)      | 11 | Philippe Pauliat-Defaye   |  | NC-UDI  |
| UMP-UDI-MoDem (40 sièges)      | 12 | Sylvie Rozette            |  | UMP     |
| UMP-UDI-MoDem (40 sièges)      | 13 | Pierre-Marie Lafond       |  | SE      |
| UMP-UDI-MoDem (40 sièges)      | 14 | Corinne Piquet-Lavaire    |  | SE      |
| UMP-UDI-MoDem (40 sièges)      | 15 | Jean-Marie Lagedamont     |  | UDI     |
| UMP-UDI-MoDem (40 sièges)      | 16 | Nathalie Vercoustre       |  | SE      |
| UMP-UDI-MoDem (40 sièges)      | 17 | Christian Uhlen           |  | UMP     |
| UMP-UDI-MoDem (40 sièges)      | 18 | Annie Schwaederlé         |  | PR-UDI  |
| UMP-UDI-MoDem (40 sièges)      | 19 | René Adamski              |  | SE      |
| UMP-UDI-MoDem (40 sièges)      | 20 | Chantal Stievenard        |  | SE      |
| UMP-UDI-MoDem (40 sièges)      | 21 | Béramdane Amrouche        |  | PR-UDI  |
| UMP-UDI-MoDem (40 sièges)      | 22 | Latifa Rahmaoui           |  | SE      |
| UMP-UDI-MoDem (40 sièges)      | 23 | Marc Bienvenu             |  | UMP     |
| UMP-UDI-MoDem (40 sièges)      | 24 | Carine Grespier           |  | SE      |
| UMP-UDI-MoDem (40 sièges)      | 25 | Paul Brutus               |  | SE      |
| UMP-UDI-MoDem (40 sièges)      | 26 | Patricia Minel            |  | SE      |
| UMP-UDI-MoDem (40 sièges)      | 27 | Mamadou Toure             |  | SE      |
| UMP-UDI-MoDem (40 sièges)      | 28 | Régine Gauthier           |  | SE      |
| UMP-UDI-MoDem (40 sièges)      | 29 | Michel Cubertafond        |  | UMP     |
| UMP-UDI-MoDem (40 sièges)      | 30 | Valérie-Anne Trehet       |  | PR-UDI  |
| UMP-UDI-MoDem (40 sièges)      | 31 | Vincent Jalby             |  | MoDem   |
| UMP-UDI-MoDem (40 sièges)      | 32 | Isabelle Maury            |  | SE      |
| UMP-UDI-MoDem (40 sièges)      | 33 | Thibault Mercier          |  | UMP     |
| UMP-UDI-MoDem (40 sièges)      | 34 | Corinne Robert            |  | NC-UDI  |
| UMP-UDI-MoDem (40 sièges)      | 35 | Mickaël Galateau          |  | SE      |
| UMP-UDI-MoDem (40 sièges)      | 36 | Céline Araujo Da Costa    |  | SE      |
| UMP-UDI-MoDem (40 sièges)      | 37 | Christian Hanus           |  | SE      |
| UMP-UDI-MoDem (40 sièges)      | 38 | Amandine Julien           |  | SE      |
| UMP-UDI-MoDem (40 sièges)      | 39 | Vincent Rey               |  | MoDem   |
| UMP-UDI-MoDem (40 sièges)      | 40 | Gisèle Dupré              |  | FED-UDI |
| Union de la gauche (12 sièges) | 01 | Alain Rodet               |  | PS      |
| Union de la gauche (12 sièges) | 02 | Geneviève Manigaud        |  | SE      |
| Union de la gauche (12 sièges) | 03 | Bernard Vareille          |  | PS      |
| Union de la gauche (12 sièges) | 04 | Marie-Anne Robert-Kerbrat |  | EELV    |
| Union de la gauche (12 sièges) | 05 | Philippe Reilhac          |  | PS      |
| Union de la gauche (12 sièges) | 06 | Sandrine Rotzler          |  | PS      |
| Union de la gauche (12 sièges) | 07 | Stéphane Destruhaut       |  | PS      |
| Union de la gauche (12 sièges) | 08 | Catherine Beaubatie       |  | PS      |
| Union de la gauche (12 sièges) | 09 | Gilbert Bernard           |  | PCF     |
| Union de la gauche (12 sièges) | 10 | Danielle Soury            |  | PG      |
| Union de la gauche (12 sièges) | 11 | Frédéric Chalangeas       |  | Ens.    |
| Union de la gauche (12 sièges) | 12 | Marie-Paule Barruche      |  | PS      |
| FN (3 sièges)                  | 01 | Vincent Gérard            |  | FN      |
| FN (3 sièges)                  | 02 | Christine Marty           |  | FN      |
| FN (3 sièges)                  | 03 | Alexandre Papilian        |  | FN      |

| Liste                                   | N° | Nom                       |  | Parti  |
| --------------------------------------- | -- | ------------------------- |  | ------ |
| UMP-UDI-MoDem (39 sièges)               | 01 | Émile Roger Lombertie     |  | LR     |
| UMP-UDI-MoDem (39 sièges)               | 02 | Nicole Glandus            |  | SE     |
| UMP-UDI-MoDem (39 sièges)               | 03 | Pierre Coinaud            |  | SE     |
| UMP-UDI-MoDem (39 sièges)               | 04 | Isabelle Debourg          |  | SE     |
| UMP-UDI-MoDem (39 sièges)               | 05 | Guillaume Guérin          |  | LR     |
| UMP-UDI-MoDem (39 sièges)               | 06 | Sarah Gentil              |  | LR     |
| UMP-UDI-MoDem (39 sièges)               | 07 | Vincent Léonie            |  | MR-UDI |
| UMP-UDI-MoDem (39 sièges)               | 08 | Catherine Mauguien-Sicard |  | LR     |
| UMP-UDI-MoDem (39 sièges)               | 09 | Rémy Viroulaud            |  | LR     |
| UMP-UDI-MoDem (39 sièges)               | 10 | Nadine Rivet              |  | MoDem  |
| UMP-UDI-MoDem (39 sièges)               | 11 | Philippe Pauliat-Defaye   |  | UDI    |
| UMP-UDI-MoDem (39 sièges)               | 12 | Sylvie Rozette            |  | LR     |
| UMP-UDI-MoDem (39 sièges)               | 13 | Corinne Piquet-Lavaire    |  | SE     |
| UMP-UDI-MoDem (39 sièges)               | 14 | Jean-Marie Lagedamont     |  | MR-UDI |
| UMP-UDI-MoDem (39 sièges)               | 15 | Nathalie Vercoustre       |  | SE     |
| UMP-UDI-MoDem (39 sièges)               | 16 | Christian Uhlen           |  | LR     |
| UMP-UDI-MoDem (39 sièges)               | 17 | Annie Schwaederlé         |  | UDI    |
| UMP-UDI-MoDem (39 sièges)               | 18 | René Adamski              |  | SE     |
| UMP-UDI-MoDem (39 sièges)               | 19 | Chantal Stievenard        |  | SE     |
| UMP-UDI-MoDem (39 sièges)               | 20 | Béramdane Amrouche        |  | SE     |
| UMP-UDI-MoDem (39 sièges)               | 21 | Marc Bienvenu             |  | LR     |
| UMP-UDI-MoDem (39 sièges)               | 22 | Carine Grespier           |  | SE     |
| UMP-UDI-MoDem (39 sièges)               | 23 | Paul Brutus               |  | SE     |
| UMP-UDI-MoDem (39 sièges)               | 24 | Patricia Minel            |  | SE     |
| UMP-UDI-MoDem (39 sièges)               | 25 | Mamadou Toure             |  | SE     |
| UMP-UDI-MoDem (39 sièges)               | 26 | Régine Gauthier           |  | SE     |
| UMP-UDI-MoDem (39 sièges)               | 27 | Michel Cubertafond        |  | LR     |
| UMP-UDI-MoDem (39 sièges)               | 28 | Valérie-Anne Trehet       |  | SE     |
| UMP-UDI-MoDem (39 sièges)               | 29 | Vincent Jalby             |  | MoDem  |
| UMP-UDI-MoDem (39 sièges)               | 30 | Isabelle Maury            |  | SE     |
| UMP-UDI-MoDem (39 sièges)               | 31 | Thibault Mercier          |  | LR     |
| UMP-UDI-MoDem (39 sièges)               | 32 | Corinne Robert            |  | NC-UDI |
| UMP-UDI-MoDem (39 sièges)               | 33 | Mickaël Galateau          |  | SE     |
| UMP-UDI-MoDem (39 sièges)               | 34 | Céline Araujo Da Costa    |  | SE     |
| UMP-UDI-MoDem (39 sièges)               | 35 | Christian Hanus           |  | SE     |
| UMP-UDI-MoDem (39 sièges)               | 36 | Amandine Julien           |  | SE     |
| UMP-UDI-MoDem (39 sièges)               | 37 | Vincent Rey               |  | UDI    |
| UMP-UDI-MoDem (39 sièges)               | 38 | Gisèle Dupré              |  | UDI    |
| UMP-UDI-MoDem (39 sièges)               | 39 | Jérôme Taillefer          |  | LR     |
| Socialistes et personnalités (8 sièges) | 01 | Alain Rodet               |  | PS     |
| Socialistes et personnalités (8 sièges) | 02 | Geneviève Manigaud        |  | SE     |
| Socialistes et personnalités (8 sièges) | 03 | Bernard Vareille          |  | PS     |
| Socialistes et personnalités (8 sièges) | 04 | Philippe Reilhac          |  | PS     |
| Socialistes et personnalités (8 sièges) | 05 | Sandrine Rotzler          |  | PS     |
| Socialistes et personnalités (8 sièges) | 06 | Stéphane Destruhaut       |  | PS     |
| Socialistes et personnalités (8 sièges) | 07 | Catherine Beaubatie       |  | PS     |
| Socialistes et personnalités (8 sièges) | 08 | Marie-Paule Barruche      |  | PS     |
| Terre de gauche (3 sièges)              | 01 | Gilbert Bernard           |  | PCF    |
| Terre de gauche (3 sièges)              | 02 | Danielle Soury            |  | PG     |
| Terre de gauche (3 sièges)              | 03 | Frédéric Chalangeas       |  | Ens.   |
| Bleu marine (2 sièges)                  | 01 | Vincent Gérard            |  | EXD    |
| Bleu marine (2 sièges)                  | 02 | Christine Marty           |  | EXD    |
| Indépendants (3 sièges)                 | 01 | Latifa Rahmaoui           |  | SE     |
| Indépendants (3 sièges)                 | 02 | Alexandre Papilian        |  | SE     |
| Indépendants (3 sièges)                 | 03 | Marie-Anne Robert-Kerbrat |  | Cap21  |

## État des candidatures

### Au centre et à droite
Le maire sortant élu en 2014 sous l’étiquette UMP, Émile Roger Lombertie, déclare au mois de mai qu'il pourrait présenter une liste sans étiquette et ouverte pour éviter un effet domino après la débâcle de son parti aux élections européennes. Il avait pourtant indiqué au moment de son élection sa volonté de ne faire qu’un seul mandat. Il dit « travailler efficacement avec les députés de La République en marche » pour les élections municipales.
L’un d’entre eux, Jean-Baptiste Djebbari, déclare cependant au mois de juin suivant qu’il avait « cru comprendre qu’[E.-R. Lombertie] défendait une ligne sociale libérale » et qu’il le croyait compatible avec les valeurs de LREM, avant d’avoir été « très étonné de le voir tracter pour François-Xavier Bellamy » lors de la campagne pour les élections européennes. Et d’ajouter qu’il n’exclut pas d’inclure également dans une grande coalition, certains socio-démocrates du PS.
La République en Marche, qui est arrivée en tête de l'élections européenne du 26 mai 2019 à Limoges (22,75%), tarde à investir un candidat. Jean-Baptiste Djebbari fait savoir qu’en tant que « coordonnateur du travail de la construction du programme et de [la] liste [LREM] », il voit sa candidature comme une des options qui se présentent au camp de la majorité présidentielle. Son entrée au gouvernement en septembre 2019 semble l'écarter des postulants à la tête de liste, même s'il confirme son intention d'être présent sur une liste. Les représentants locaux de LREM s'opposent autour de deux options : celle d'une liste autonome, défendue par les députés Sophie Beaudouin-Hubière et Pierre Venteau ainsi que Jean-Baptiste Djebbari, et celle d'une alliance avec la majorité sortante, portée par la députée Marie-Ange Magne et le référent local Pascal Guiennet. Le principe de la liste autonome est finalement retenu en novembre. En décembre 2019, la presse indique que Jean-Baptiste Djebbari envisage toujours de se présenter comme tête de liste.
Dans un premier temps, il est en outre possible que la liste LREM soit soutenue par son partenaire dans la majorité présidentielle, le MoDem, alors que les élus municipaux de ce parti siègent aux côtés d'Émile Roger Lombertie depuis 2014. Finalement, l'UDI — en septembre — comme le Modem — en octobre — annoncent leur soutien à une nouvelle candidature d'Émile-Roger Lombertie. En novembre, le premier adjoint sortant, Guillaume Guérin, confirme son soutien au maire et laisse entendre que ce dernier annoncera sa candidature en décembre. Peu avant Noël, la situation se clarifie. Le 17 décembre, Émile Roger Lombertie annonce sa candidature à un second mandat, lors d'un meeting organisé à ESTER technopole, qui confirme l'union avec l'UDI et le MoDem, comme en 2014, et permet aussi d'officialiser le ralliement de l'élue sortante écologiste Marie-Anne Robert-Kerbrat, qui faisait partie de la liste d'Alain Rodet à l'élection précédente. La liste de Lombertie est rejointe par Les Centristes, Agir, Soyons libres et La France audacieuse.
Le lendemain, l'ancienne députée et première adjointe socialiste d'Alain Rodet Monique Boulestin est investie à la tête de la liste LREM par le parti présidentiel, qui lui associe en numéro 2 le secrétaire d'État et ancien député Jean-Baptiste Djebbari,. Toutefois, début janvier, Jean-Baptiste Djebbari précise qu'il sera certes sur la liste, mais pas en tant que numéro 2.
Le soutien de Vincent Léonie, adjoint sortant membre du Mouvement radical, à la liste Lombertie, alors que Monique Boulestin est elle-aussi membre du Mouvement radical, pose question : le sénateur Jean-Marc Gabouty reconnaît que « deux fidélités s'expriment ». Vincent Léonie confirme plus tard que compte tenu de l'antériorité de son engagement auprès de M. Lombertie, la direction nationale du Mouvement radical l'autorise à soutenir une liste distincte de celle de Monique Boulestin, qui elle est à la fois membre du MR et de LREM.
La liste du maire sortant compte 29 sortants sur les 40 élus des élections municipales de 2014, dont six en position non éligible. Ce qui met en évidence la présence de 17 nouveaux candidats sur les 40 premiers de la liste. Soit un taux de renouvellement de 42,5 %. Pourcentage très largement supérieur à celui d'Alain Rodet en 2014, qui n'avait proposé que dix nouveaux candidats - dont les 4 candidats Verts - sur les sièges éligibles. (soit moins de 25%, et 15 % sans EELV).
Début février 2020, la liste Lombertie enregistre le ralliement d'une nouvelle figure locale plutôt marquée à gauche, l'historien Vincent Brousse, élu Vert au début des années 1990. On trouve aussi sur la liste Nezha Najim, élue de la majorité de gauche entre 2008 et 2014.

### À gauche
Avant l’été 2019, la presse locale se fait l’écho des discussions qui étaient en cours entre les différentes formations de gauche.
La perte de la mairie en 2014, de tous ses sièges de députés de la Haute-Vienne au profit des candidats de La République en marche en 2017 et les 9.85 % obtenus à Limoges par la liste qu’ils soutenaient aux élections européennes de 2019, ont mis fin à la situation quasi hégémonique des socialistes dans cette ville.
Le 22 juin 2019, les militants limougeauds du PS se déclarent favorables à 95 % pour discuter avec l’ensemble des forces de gauche et à plus de 70 % prêts à accepter l’idée d’une tête de liste qui ne serait pas membre du PS. Toutefois, 50 % refusent que leur tête de liste émane d’un autre parti de gauche et 78 % sont pour un candidat issu de la « société civile ». Enfin, 85 % réclament un renouvellement et l’émergence de nouvelles têtes.
La première secrétaire fédérale du PS, Gulsen Yildirim, déclare également qu’il n’y aurait aucune alliance avec La République en marche.
Forts du résultat national qu’a réalisé leur parti aux élections européennes du mois de mai 2019, les responsables locaux de Europe Écologie Les Verts, réunis autour de leur chef de file Jean-Louis Pagès, lancent au mois de juillet « un appel aux citoyens susceptibles de les rejoindre autour d’un thème unique, incontournable et non négociable : l’urgence écologique ». À cette date, ils sont rejoints par le référent local de Place publique, Damien Mazeau. Il est à noter qu'au mois de juin précédent, l'élue municipale et métropolitaine EELV Marie-Anne Robert-Kerbrat avait quitté le groupe d'opposition socialiste du conseil municipal, estimant que celui-ci ne soutenait pas suffisamment les mesures écologistes qu'elle portait. De surcroît, elle apparaît dans les personnalités de premier plan soutenant le maire sortant, Émile Roger Lombertie, à la tribune de lancement de sa campagne de 2020, à Ester, le 17 décembre 2019. L'ancienne tête de liste et élu écologiste de 2008, Cyril Cognéras, rallie la liste de Thierry Miguel et le candidat écologiste pressenti pour 2020[pas clair], fait de même.
La France insoumise, le mouvement Génération.s et le parti communiste français, 4,71% et 3,4% à Limoges, s'engagent dans des discussions, entamées entre les mouvements de gauche et les collectifs citoyens pour définir les conditions d’une plateforme et d’une liste communes. Cette fédération des aspirations de gauche pourrait être conduite par une personnalité de la société civile. Ces discussions se poursuivent autour du PS, d'EELV, de Génération.s, de La France insoumise, de Place publique, du PCF et de divers groupes citoyens comme 55 citoyens pour Limoges, qui n'avait pas réussi à proposer une liste autonome en 2014,. Ces discussions s'avèrent difficiles,.
Le 14 novembre, celles-ci s'interrompent : EELV, Génération.s et le collectif Vivons Limoges décident de se retirer (la position de Place Publique semble plus compliquée, les co-référents locaux étant en désaccord sur la stratégie, la direction nationale les laissant cependant libres de participer en candidats libres jusqu'à une éventuelle réunification des listes de gauche), faisant notamment valoir une incompatibilité avec les positions « productivistes » de certains partenaires, notamment le PS. La rupture est actée quelques jours plus tard, bien que l'hypothèse d'une réunion d'ici aux élections demeure possible, réaffirmée par l'appel lancé par les autres collectifs début décembre (55 citoyens, Archipel citoyen, Limoges c’est Capital.e, Limoges le cœur à gauche, Fabrique citoyenne).
Le 14 décembre, Thierry Miguel, ancien chef d'État-major de la police judiciaire non encarté, est désigné tête de la liste de gauche, citoyenne, sociale, écologique constituée autour du PS, du PCF de l'Alternative démocratie socialisme et des différents collectifs apartisans,. Cinq jours plus tard, la direction nationale du Parti radical de gauche lui accorde son soutien. Le groupe Terre de gauche du conseil sortant (PCF et insoumis) se divise donc. Miguel bénéficie aussi du soutien de Place publique et d'Occitanie País Nòstre.
Le même mois, les discussions s'achèvent aussi entre la gauche écologiste et les militants insoumis : ces derniers, sous la bannière « Vivons Limoges », décident de lancer leur liste autonome, conduite par la conseillère municipale sortante Danielle Soury, mettant en avant l'arrivée du MEI sur la liste écologiste, comme élément « insupportable ». En plus de La France insoumise, leur liste réunit Ensemble ! et le Parti de gauche.
Le 6 janvier 2020, l'universitaire Bernard Drobenko, spécialiste du droit de l'urbanisme et de l'eau, est désigné tête de liste de l'alliance EELV-Génération.s.
Début février, une liste Lutte ouvrière, initialement annoncée comme probable, est confirmée. Elle est conduite par Élisabeth Faucon, déjà candidate en 2014.
Le 14 février, une nouvelle liste est annoncée : elle porte le nom « Un nouveau printemps pour Limoges », qui est le titre de l'essai publié quelques mois plus tôt par l'élu local Pierre Lefort, ancien membre du PS devenu critique sur son parti d'origine. Soutenue par le Mouvement écologiste indépendant d'Antoine Waechter, la liste est pilotée par la fille de Pierre Lefort, Marie de Ferluc.

### À l’extrême droite
Vincent Gérard et Christine Marty, conseillers municipaux élus en 2014 sous l’étiquette Front national, ont quitté le Rassemblement national au mois de décembre 2018 après que le parti a suspendu, un mois plus tôt et pour un an, le bureau de la fédération haut-viennoise dont ils faisaient partie, sur fond de désaccord quant à la fermeture de la permanence du parti dans la ville. Le premier, qui, également élu au conseil régional de Nouvelle-Aquitaine, a quitté le groupe RN de cette assemblée pour rejoindre le groupe DINA, a déclaré au mois de juillet 2019 vouloir porter une liste d’ouverture à droite,. Il est rejoint par le Parti chrétien-démocrate et le Centre national des indépendants et paysans.
La liste du Rassemblement national pour les européennes a obtenu Limoges 17,53% des suffrages exprimés, ce qui la place en deuxième position pour ce scrutin. En décembre, il semble acquis que le RN investirait une liste officielle face à ces dissidents. La tête de liste RN est dévoilée début janvier, à l'occasion d'une visite du cadre Julien Odoul, en la personne d'Albin Freychet, ex numéro trois sur la liste FN aux régionales 2015,. Mais faute de candidats en nombre suffisant, la liste n'est finalement pas présentée et Albin Freychet appelle à voter blanc.

## Candidatures

### Candidatures retirées
Annoncée en janvier, la liste du Rassemblement national, dont la tête de liste devait être Albin Freychet, n'est pas déposée, faute de candidats en nombre suffisant.
En février, les avocats du barreau de Limoges, mobilisés, annoncent déposer une liste, puis y renoncent une semaine plus tard.

### Candidats notables
Plusieurs candidats sont présentés sur des listes différentes des mouvements grâce auxquels ils avaient précédemment été élus du conseil municipal :
- Vincent Brousse : élu Les Verts de 1990 à 1995, sur la liste LR-UDI-MoDem en 2020 ;
- Nezha Najim : élue divers écologiste de la majorité PS d'Alain Rodet de 2008 à 2014, sur la liste LR-UDI-MoDem en 2020 ;
- Josette Diop : élue de la majorité PS d'Alain Rodet de 2008 à 2014, sur la liste MR-LREM en 2020 ;
- Béramdane Amrouche : élu Modem, de la majorité LR-UDI-MoDem d'Emile-Roger Lombertie en 2014, sur la liste Vivons Limoges (LFI-PG-E !) en 2020 ;
- Patricia Minel : élue divers droite, de la majorité LR-UDI-MoDem d'Emile-Roger Lombertie en 2014, sur la liste DLF-PCD en 2020 ;
- Cyril Cognéras : élu Les Verts de 2008 à 2014, puis Les Alternatifs, puis Front de gauche, puis de nouveau Les Verts, sur la liste PS-PCF-ADS-DVG en 2020;
- Pierre Lefort : élu et ancien adjoint de la majorité PS d'Alain Rodet de 1990 à 2014, sur la liste Nouveau Printemps pour Limoges en 2020.
- Monique Boulestin : élue et ancienne adjointe de la majorité PS d'Alain Rodet de 1995 à 2012, sur la liste MR-LREM en 2020.
- Matthieu Parneix, présent sur la liste de gauche en 2014, figure cette fois sur celle du maire sortant.

## Résultats
| |                          |                                                     |              |              |             |             |        |        |  |
| Tête de liste                                                                                          | Tête de liste            | Liste                                               | Premier tour | Premier tour | Second tour | Second tour | Sièges | Sièges |  |
| Tête de liste                                                                                          | Tête de liste            | Liste                                               | Voix         | %            | Voix        | %           | CM     | CC     |  |
| | Émile Roger Lombertie    | LR-UDI-MoDem LC-Agir-SL-LFA-C21 MR diss.-LREM diss. | 12 335       | 46,21        | 14 339      | 58,97       | 44     | 30     |  |
| Limoges au cœur                                                                                        |                          |                                                     | 12 335       | 46,21        | 14 339      | 58,97       | 44     | 30     |  |
| | Thierry Miguel           | PS-PCF-ADS-PP-PRG-ND-DVG                            | 5 761        | 21,58        | 9 977       | 41,03       | 11     | 7      |  |
| Gauche citoyenne sociale écologiste                                                                    |                          |                                                     | 5 761        | 21,58        | 9 977       | 41,03       | 11     | 7      |  |
| | Bernard Drobenko         | EELV - G.s                                          | 2 416        | 9,05         |             |             |        |        |  |
| L'écologie en commun Alternative solidaire, créative et participative L'Écologie, c'est notre avenir ! |                          |                                                     | 2 416        | 9,05         |             |             |        |        |  |
| | Monique Boulestin        | MR-LREM                                             | 2 044        | 7,66         |             |             |        |        |  |
| Limoges, Métropole d'Avenir                                                                            |                          |                                                     | 2 044        | 7,66         |             |             |        |        |  |
| | Danielle Soury           | LFI-E!-PG                                           | 1 490        | 5,58         |             |             |        |        |  |
| Vivons Limoges                                                                                         |                          |                                                     | 1 490        | 5,58         |             |             |        |        |  |
| | Marie de Ferluc          | SE, soutenue par le MEI                             | 1 063        | 3,98         |             |             |        |        |  |
| Nouveau printemps pour Limoges                                                                         |                          |                                                     | 1 063        | 3,98         |             |             |        |        |  |
| | Vincent Gérard           | PCD-CNIP                                            | 1 055        | 3,95         |             |             |        |        |  |
| Alliance pour Limoges                                                                                  |                          |                                                     | 1 055        | 3,95         |             |             |        |        |  |
| | Élisabeth Faucon         | LO                                                  | 531          | 1,99         |             |             |        |        |  |
| Lutte ouvrière – Faire entendre le camp des travailleurs                                               |                          |                                                     | 531          | 1,99         |             |             |        |        |  |
| |                          |                                                     |              |              |             |             |        |        |  |
| Votes valides                                                                                          | Votes valides            | Votes valides                                       | 26 695       | 96,31        | 24 316      | 95,55       |        |        |  |
| Votes blancs                                                                                           | Votes blancs             | Votes blancs                                        | 366          | 1,32         | 550         | 2,16        |        |        |  |
| Votes nuls                                                                                             | Votes nuls               | Votes nuls                                          | 658          | 2,37         | 583         | 2,29        |        |        |  |
| Total                                                                                                  | Total                    | Total                                               | 27 719       | 100          | 25 449      | 100         | 55     | 37     |  |
| Abstention                                                                                             | Abstention               | Abstention                                          | 46 955       | 62,87        | 49 233      | 65,92       |        |        |  |
| Inscrits / participation                                                                               | Inscrits / participation | Inscrits / participation                            | 74 674       | 37,12        | 74 682      | 34,08       |        |        |  |

### Premier tour
À l'issue du premier tour, la liste du maire sortant arrive très largement en tête, proche de l'élection au premier tour, avec 46,21 % des suffrages exprimés.
Le scrutin est marqué par une forte abstention, qui atteint presque 63 %, en hausse de 24 points par rapport au scrutin de 2014. La liste Lombertie, en recueillant un peu plus de 12 300 voix, perd presque 4 000 voix par rapport au total cumulé des listes UMP et UDI de 2014.
Le total des listes de gauche hors LO passe de 19 500 voix en 2014 à environ 9 500 pour ce scrutin. La liste de Thierry Miguel ne réunit que 21,58 % des voix, mais arrive nettement devant les listes écologiste et insoumise, qui n'atteignant pas le seuil de 10 %, ne peuvent se maintenir au second tour.
La liste de Monique Boulestin signe un échec, avec seulement 7,66 % des voix.
Dans la perspective du second tour, aucune fusion de liste n'est enregistrée. Seules les listes Lombertie et Miguel se présentent au scrutin, sans modification par rapport au premier tour.

### Composition du nouveau conseil municipal
| Groupe                                            | N° | Nom                       | Parti | Parti |
| ------------------------------------------------- | -- | ------------------------- | ----- | ----- |
| Limoges au cœur (44 sièges)                       | 01 | Émile Roger Lombertie     |       | LR    |
| Limoges au cœur (44 sièges)                       | 02 | Samia Riffaud             |       | SE    |
| Limoges au cœur (44 sièges)                       | 03 | Guillaume Guérin          |       | LR    |
| Limoges au cœur (44 sièges)                       | 04 | Sylvie Rozette            |       | LR    |
| Limoges au cœur (44 sièges)                       | 05 | Vincent Jalby             |       | MoDem |
| Limoges au cœur (44 sièges)                       | 06 | Sarah Gentil              |       | LR    |
| Limoges au cœur (44 sièges)                       | 07 | Philippe Pauliat-Defaye   |       | UDI   |
| Limoges au cœur (44 sièges)                       | 08 | Catherine Mauguien-Sicard |       | LR    |
| Limoges au cœur (44 sièges)                       | 09 | Vincent Brousse           |       | Cap21 |
| Limoges au cœur (44 sièges)                       | 10 | Isabelle Maury            |       | LR    |
| Limoges au cœur (44 sièges)                       | 11 | Vincent Rey               |       | UDI   |
| Limoges au cœur (44 sièges)                       | 12 | Isabelle Debourg          |       | SE    |
| Limoges au cœur (44 sièges)                       | 13 | Jean-Marie Lagedamont     |       | UDI   |
| Limoges au cœur (44 sièges)                       | 14 | Nathalie Mezille          |       | LR    |
| Limoges au cœur (44 sièges)                       | 15 | Vincent Léonie            |       | MR    |
| Limoges au cœur (44 sièges)                       | 16 | Nadine Rivet              |       | MoDem |
| Limoges au cœur (44 sièges)                       | 17 | Matthieu Parneix          |       | SE    |
| Limoges au cœur (44 sièges)                       | 18 | Nezha Najim               |       | SE    |
| Limoges au cœur (44 sièges)                       | 19 | Rémy Viroulaud            |       | LR    |
| Limoges au cœur (44 sièges)                       | 20 | Corinne Robert            |       | LC    |
| Limoges au cœur (44 sièges)                       | 21 | Marc Bienvenu             |       | LR    |
| Limoges au cœur (44 sièges)                       | 22 | Amandine Julien           |       | Agir  |
| Limoges au cœur (44 sièges)                       | 23 | Jamal Fatimi              |       | MoDem |
| Limoges au cœur (44 sièges)                       | 24 | Patricia Villard          |       | SE    |
| Limoges au cœur (44 sièges)                       | 25 | Ibrahima Dia              |       | SE    |
| Limoges au cœur (44 sièges)                       | 26 | Marie-Eve Tayot           |       | SE    |
| Limoges au cœur (44 sièges)                       | 27 | Michel Cubertafond        |       | LR    |
| Limoges au cœur (44 sièges)                       | 28 | Rhabira Ziani Bey         |       | SE    |
| Limoges au cœur (44 sièges)                       | 29 | Laurent Oxoby             |       | SE    |
| Limoges au cœur (44 sièges)                       | 30 | Sarah Terqueux            |       | SE    |
| Limoges au cœur (44 sièges)                       | 31 | Jacques Benn              |       | LR    |
| Limoges au cœur (44 sièges)                       | 32 | Valérie-Anne Tréhet       |       | MR    |
| Limoges au cœur (44 sièges)                       | 33 | Benjamin Battistini       |       | LR    |
| Limoges au cœur (44 sièges)                       | 34 | Laurence Jayat            |       | UDI   |
| Limoges au cœur (44 sièges)                       | 35 | René Adamski              |       | LR    |
| Limoges au cœur (44 sièges)                       | 36 | Françoise Archambeaud     |       | SE    |
| Limoges au cœur (44 sièges)                       | 37 | Jean-Marie Bost           |       | LR    |
| Limoges au cœur (44 sièges)                       | 38 | Nathalie Vercoustre       |       | SE    |
| Limoges au cœur (44 sièges)                       | 39 | Paul Brutus               |       | SE    |
| Limoges au cœur (44 sièges)                       | 40 | Muriel Laskar             |       | Cap21 |
| Limoges au cœur (44 sièges)                       | 41 | Laurent Mandon            |       | SE    |
| Limoges au cœur (44 sièges)                       | 42 | Isabelle Lecomte-Chaulet  |       | SE    |
| Limoges au cœur (44 sièges)                       | 43 | Julien Cazenave           |       | UDI   |
| Limoges au cœur (44 sièges)                       | 44 | Elisabeth Upton-Desobry   |       | UDI   |
| Gauche citoyenne, sociale, écologiste (11 sièges) | 01 | Thierry Miguel            |       | SE    |
| Gauche citoyenne, sociale, écologiste (11 sièges) | 02 | Gulsen Yildirim           |       | PS    |
| Gauche citoyenne, sociale, écologiste (11 sièges) | 03 | Gilbert Bernard           |       | PCF   |
| Gauche citoyenne, sociale, écologiste (11 sièges) | 04 | Shérazade Zaiter          |       | SE    |
| Gauche citoyenne, sociale, écologiste (11 sièges) | 05 | Olivier Ducourtieux       |       | PS    |
| Gauche citoyenne, sociale, écologiste (11 sièges) | 06 | Geneviève Leblanc         |       | SE    |
| Gauche citoyenne, sociale, écologiste (11 sièges) | 07 | Jérémy Eldid              |       | SE    |
| Gauche citoyenne, sociale, écologiste (11 sièges) | 08 | Nabila Anis               |       | SE    |
| Gauche citoyenne, sociale, écologiste (11 sièges) | 09 | Thibault Bergeron         |       | PS    |
| Gauche citoyenne, sociale, écologiste (11 sièges) | 10 | Christelle Merlier        |       | PS    |
| Gauche citoyenne, sociale, écologiste (11 sièges) | 11 | Frédéric Roch             |       | SE    |

| Groupe                                           | N° | Nom                       | Parti | Parti    |
| ------------------------------------------------ | -- | ------------------------- | ----- | -------- |
| Limoges au cœur (43 sièges)                      | 01 | Émile Roger Lombertie     |       | DVD,     |
| Limoges au cœur (43 sièges)                      | 02 | Samia Riffaud             |       | DVD      |
| Limoges au cœur (43 sièges)                      | 03 | Guillaume Guérin          |       | LR       |
| Limoges au cœur (43 sièges)                      | 04 | Sylvie Rozette            |       | LR       |
| Limoges au cœur (43 sièges)                      | 05 | Vincent Jalby             |       | MoDem    |
| Limoges au cœur (43 sièges)                      | 06 | Sarah Gentil              |       | LR       |
| Limoges au cœur (43 sièges)                      | 07 | Philippe Pauliat-Defaye   |       | UDI      |
| Limoges au cœur (43 sièges)                      | 08 | Catherine Mauguien-Sicard |       | LR       |
| Limoges au cœur (43 sièges)                      | 09 | Vincent Brousse           |       | CÉ       |
| Limoges au cœur (43 sièges)                      | 10 | Isabelle Maury            |       | LR       |
| Limoges au cœur (43 sièges)                      | 11 | Vincent Rey               |       | Horizons |
| Limoges au cœur (43 sièges)                      | 12 | Isabelle Debourg          |       | DVD      |
| Limoges au cœur (43 sièges)                      | 13 | Jean-Marie Lagedamont     |       | Horizons |
| Limoges au cœur (43 sièges)                      | 14 | Nathalie Mezille          |       | LR       |
| Limoges au cœur (43 sièges)                      | 15 | Vincent Léonie            |       | MR       |
| Limoges au cœur (43 sièges)                      | 16 | Nadine Rivet              |       | MoDem    |
| Limoges au cœur (43 sièges)                      | 17 | Matthieu Parneix          |       | Horizons |
| Limoges au cœur (43 sièges)                      | 18 | Nezha Najim               |       | SE       |
| Limoges au cœur (43 sièges)                      | 19 | Rémy Viroulaud            |       | LR       |
| Limoges au cœur (43 sièges)                      | 20 | Corinne Robert            |       | LC       |
| Limoges au cœur (43 sièges)                      | 21 | Marc Bienvenu             |       | LR       |
| Limoges au cœur (43 sièges)                      | 22 | Amandine Julien           |       | Horizons |
| Limoges au cœur (43 sièges)                      | 23 | Patricia Villard          |       | DVD      |
| Limoges au cœur (43 sièges)                      | 24 | Ibrahima Dia              |       | SE       |
| Limoges au cœur (43 sièges)                      | 25 | Marie-Eve Tayot Weber     |       | MoDem    |
| Limoges au cœur (43 sièges)                      | 26 | Michel Cubertafond        |       | LR       |
| Limoges au cœur (43 sièges)                      | 27 | Rhabira Ziani Bey         |       | SE       |
| Limoges au cœur (43 sièges)                      | 28 | Laurent Oxoby             |       | DVD      |
| Limoges au cœur (43 sièges)                      | 29 | Sarah Terqueux            |       | SE       |
| Limoges au cœur (43 sièges)                      | 30 | Jacques Benn              |       | LR       |
| Limoges au cœur (43 sièges)                      | 31 | Valérie-Anne Tréhet       |       | MR       |
| Limoges au cœur (43 sièges)                      | 32 | Benjamin Battistini       |       | LR       |
| Limoges au cœur (43 sièges)                      | 33 | Laurence Jayat            |       | UDI      |
| Limoges au cœur (43 sièges)                      | 34 | René Adamski              |       | LR       |
| Limoges au cœur (43 sièges)                      | 35 | Françoise Archambeaud     |       | DVD      |
| Limoges au cœur (43 sièges)                      | 36 | Jean-Marie Bost           |       | LR       |
| Limoges au cœur (43 sièges)                      | 37 | Nathalie Vercoustre       |       | DVD      |
| Limoges au cœur (43 sièges)                      | 38 | Paul Brutus               |       | SE       |
| Limoges au cœur (43 sièges)                      | 39 | Muriel Laskar             |       | CÉ       |
| Limoges au cœur (43 sièges)                      | 40 | Laurent Mandon            |       | SE       |
| Limoges au cœur (43 sièges)                      | 41 | Isabelle Lecomte-Chaulet  |       | SE       |
| Limoges au cœur (43 sièges)                      | 42 | Elisabeth Upton-Desobry   |       | UDI      |
| Limoges au cœur (43 sièges)                      | 43 | Charles Colas             |       | LR       |
| Gauche citoyenne, sociale, écologiste (7 sièges) | 01 | Thierry Miguel            |       | PS       |
| Gauche citoyenne, sociale, écologiste (7 sièges) | 02 | Gulsen Yildirim           |       | PS       |
| Gauche citoyenne, sociale, écologiste (7 sièges) | 03 | Gilbert Bernard           |       | PCF      |
| Gauche citoyenne, sociale, écologiste (7 sièges) | 04 | Olivier Ducourtieux       |       | PS       |
| Gauche citoyenne, sociale, écologiste (7 sièges) | 05 | Nabila Anis               |       | DVG      |
| Gauche citoyenne, sociale, écologiste (7 sièges) | 06 | Thibault Bergeron         |       | PS       |
| Gauche citoyenne, sociale, écologiste (7 sièges) | 07 | Christelle Merlier        |       | PS       |
| Ind.                                             | 01 | Jamal Fatimi              |       | DVC      |
| Ind.                                             | 01 | Shérazade Zaiter          |       | SE       |
| Ind.                                             | 01 | Frédéric Roch             |       | DVG      |
| Ind.                                             | 01 | Geneviève Leblanc         |       | DVG      |
| Ind.                                             | 01 | Jérémy Eldid              |       | PRG      |